# برایان آبل-اسمیت

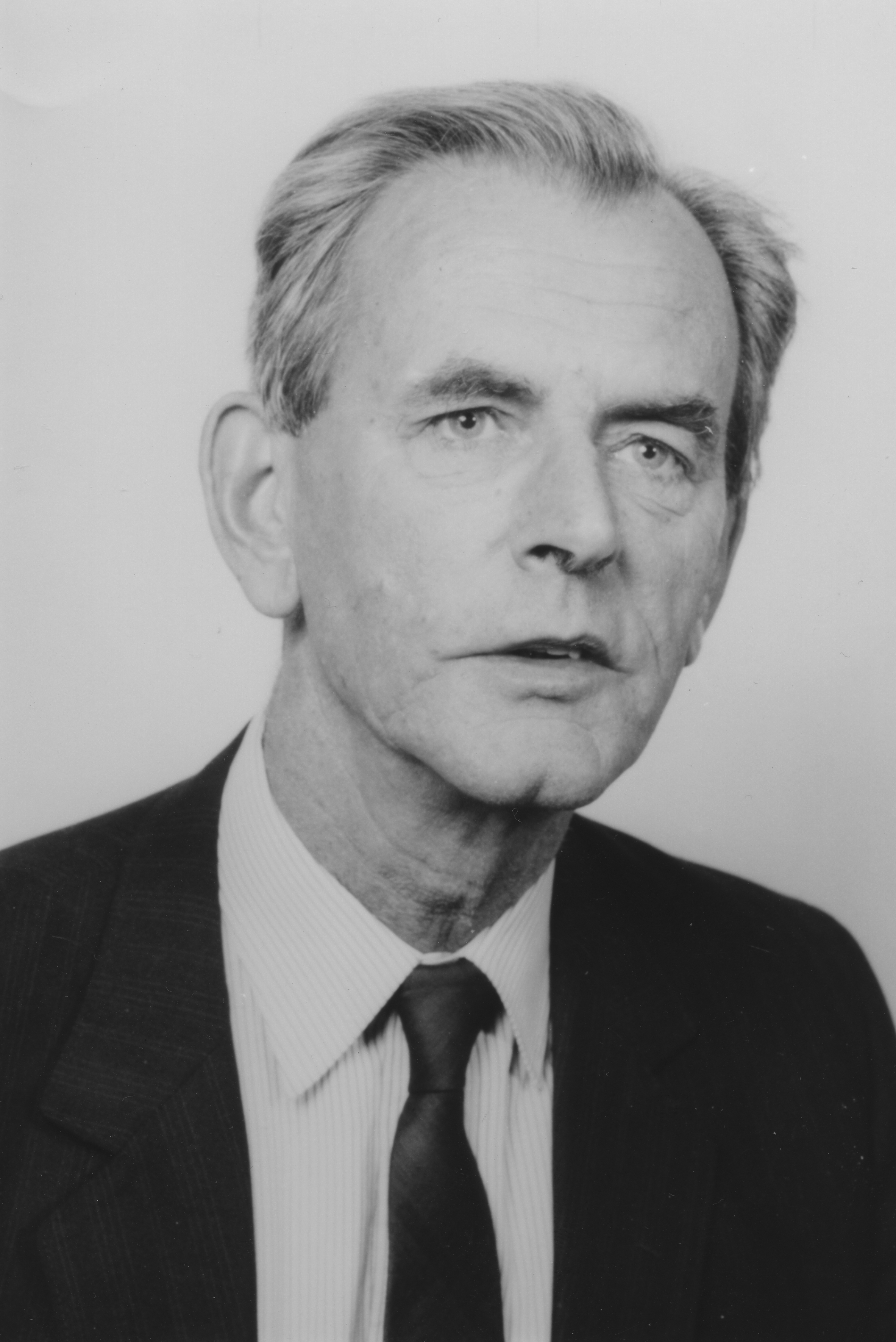
برایان آبل-اسمیت

بریان آبل-اسمیت (Brian Abel-Smith) (6 نوامبر ۱۹۲۶ – ۴ آوریل ۱۹۹۶)، یک اقتصاددان و مشاور تخصصی اهل بریتانیا و یکی از تاثیرگذارترین شخصیت‌های قرن بیست در شکل‌دهی رفاه پزشکی و اجتماعی بود. تحقیقات او در کمیته گویلیباد در ۱۹۵۶ ثابت کرد که خدمات سلامت همگانی در بریتانیا در مقابل پولی که پرداخت می‌شود، خدمات واقعاً خوب ارایه می‌کند و مستحق سرمایه‌گذاری بیشتری است. از دهه ۱۹۶۰ به بعد، او یکی از گروه مشاورین ویژه وزیران حکومت کارگر بود – به ریچارد کراسمن، باربارا کاسل و دیوید اینالس کمک کرد تا ساختار خدمات سلامت همگانی را تجدید نمایند، گروه کاری تخصیص منابع را ایجاد کنند و بررسی سیاه بر نابرابری‌های بخش سلامت را انجام دهند. در سطح بین‌المللی، او مسیر توسعه خدمات پزشکی را در بیش از ۵۰ کشور دنیا هدایت کرد. وی یکی از مشاورین کلیدی در سازمان جهانی بهداشت (WHO) و اتحادیه اقتصادی اروپا (EEC) بود و آگاهانه در ترتیب آجندا برای پیکارهای جهانی از جمله سلامت برای همه تا سال ۲۰۰۰ دخیل بود.

## زندگی‌نامه
آبل-اسمیت در کنسینگتون کورت گاردنز ۲۴، لندن متولد شد، او کوچک‌ترین فرزند سرتیپ لیونل آبل-اسمیت (۱۸۷۰–۱۹۴۶ میلادی) و خانمش جینیویف لیلاک، نام فامیلی هنگام تولد والش (۱۸۹۸ – ۱۹۸۰ میلادی) بود. برادر بزرگ وی لیونل آبل-اسمیت (۱۹۲۴ – ۲۰۱۱ میلادی) نام و عنوان لرد مانورِ شهرک ونداور در باکینگهام‌شر را به ارث برد. آن‌ها، هرچند دور اما با خانواده سلطنتی خویشاوندی داشتند و دوستان وی بگونه شوخی‌آمیز، او را بیست و هفتمین وارث تاج می‌نامیدند.
آبل-اسمیت تعلیمات خود را در مدرسه آمادگی هوردل هوس (۱۹۳۵ – ۱۹۳۹ میلادی) و کالج هیلیبوری (۱۹۴۰ – ۱۹۴۵ میلادی) قبل از این‌که وارد خدمت نظامی شود، به اتمام رساند. او در ۱۹۴۶ میلادی به عنوان دستیار (aide-de-camp) سِر جان ونترتون، حاکم نظامی منطقه بریتانیایی اتریش در ۱۹۴۷–۱۹۴۸ میلادی، در نظام پیاده سبک آکسفورد شایر و باکینگهام‌شر توظیف شد. او در ۱۹۴۸ میلادی در کالج کلیر، دانشگاه کمبریج شامل شد و در ۱۹۵۱ میلادی با درجه دوم از رشته اقتصاد فارغ-التحصیل گردید. وی یک از اعضای فعال در اتحادیه کمبریج و کلب کارگر دانشگاه بود.
آبل-اسمیت در دانشگاه کامبریج باقی ماند تا دکترای تخصصی (PhD) خود را تحت نظر اقتصاددان جوان رابینسون به اتمام برساند. از سال ۱۹۵۳ به بعد، او پژوهش‌های خود را به‌گونه‌ای تنظیم کرد تا بتواند، به عنوان دستیار پژوهش در مؤسسه ملی پژوهش اقتصادی و اجتماعی (تحت نظر پروفسور ریچارد تیتموس، استاد دپارتمنت مدیریت اجتماعی در مدرسه اقتصاد لندن) گماشته شده و بتواند در بررسی گویلیباد در مورد هزینه خدمات سلامت همگانی (NHS) همکاری کند. پژوهش وی که تشریح نمود سرویس سلامت همگانی در مقابل پول پرداخت شده خدمات واقعاً خوب ارایه می‌کند و مستحق سرمایه‌گذاری بیشتر است، به عنوان «یک نمونه عالی از تحلیل اجتماعی مدرن» توصیف گردید (سی. وبستر، خدمات پزشکی پس از جنگ، جلد اول، لندن، HMSO، ۱۹۸۸، صفحه ۲۰۷). او مدرک دکترای تخصصی خود را در ۱۹۵۵ میلادی از دانشگاه کمبریج به‌دست آورده و در همان سال توسط تیتموس به عنوان دستیار استاد در دپارتمنت خودش در مدرسه اقتصاد لندن گماشته شد. او در ۱۹۵۷ میلادی به درجه استادیار در ۱۹۶۱ میلادی به درجه دانشیار در مدیریت اجتماعی و به در ۱۹۶۵ میلادی به پروفسور تمام ترفیع داده شد. او در ۱۹۹۱ میلادی بازنشسته شد، اما به‌طور نیمه-وقت دوباره به کار بازگشت و همراه با الیاس موسیالوس، واحد سلامت مدرسه اقتصاد لندن را تأسیس کرد.

### پژوهش
علاقه‌مندی آبل-اسمیت به پژوهش در حوزه رفاه پزشکی و اجتماعی ریشه در تعهد او نسبت به سوسیالیزم داشت. او بر تأثیر وضعیت جدیدِ پسا-جنگ در بریتانیا تمرکز کرد و به‌طور منظم به نشر مقالات و کتاب‌ها از طریق رسانه‌های آکادمیک و رسانه‌های جاری پرداخت تا نابرابری‌ها در رفاه پزشکی و اجتماعی را که مدل بوریج به اندازه کافی به آن‌ها نپرداخته بود، برجسته نماید. نخستین اثر او برای انجمن فابیانیستی در ۱۹۵۳ میلادی بود: «اصلاح امنیت اجتماعی». او با جامعه‌شناس پیتر تونسیند – کسی که همچنین در ۱۹۵۷ میلادی برای کار با تیتموس به مدرسه اقتصاد لندن رفت – روی پروژه‌های در مورد فقر، حقوق بازنشستگی و امنیت اجتماعی همکاری نمود. آن‌ها یک مطالعه بزرگ را با استفاده از روش جدید مشخص سازی خط فقر انجام داند و نتیجه مطالعه آن‌ها نشان‌دهنده این بود که فقر در بریتانیا از دهه ۱۹۵۰ به بعد، افزایش یافته‌است. کتاب ۱۹۶۵ آن‌ها تحت عنوان فقرا و فقیرترین، برای راه اندازی یک گروه کاری فقر کودکان مورد استفاده قرار گرفت و آبل-اسمیت تا آخر عمر خود از نزدیک با این گروه دخیل بود.
یکی دیگر از حوزه‌های پژوهش مورد علاقه آبل-اسمیت، تأمین مالی و رشد خدمات پزشکی بود. پس از پژوهش‌های وی روی گزارش گویلیباد در مورد هزینه سرویس سلامت همگانی، در ۱۹۵۸ میلادی از او دعوت صورت گرفت تا روی یک پروژه چند-سازمانی در مورد هزینه مراقبت‌های پزشکی در شش کشور دنیا برای سازمان پزشکی جهان کار کند. او نخستین دسته‌بندی مقایسه‌ای را ایجاد کرد که به معیاری برای گزارش‌دهی مصارف مراقبت‌های پزشکی مبدل شد. هرچند رشته تخصصی وی اقتصاد بود، اما او به تأمین مالی و مدیریت خدمات پزشکی علاقه‌مندی فزاینده داشت. او تجربه دست-اول خود از سرویس سلامت همگانی در بریتانیا را پس از گماشته شدن به عنوان رئیس برخی بوردهای منطقه‌ای و کمیته‌های مدیریت بیمارستان لندن در دهه ۱۹۶۰، از جمله بیمارستان سنت توماس، به‌دست‌آورد.
نظریات وی در مورد تأمین مالی رفاه پزشکی و اجتماعی باعث شد تا او با اقتصاددان‌های پزشکی و نظریه‌پردازان سیاست اجتماعی پیشتاز در سطح بین‌الملل مانند، ویلبور کوهین، ایدا مریم، میلتون رومر و دوروتی رایس همکاری داشته باشد و او به‌طور مکرر به گروه‌های مشورتی متخصصین دعوت می‌گردید. در اوایل دهه ۱۹۷۰ میلادی او با آرچی کوکرین همکاری نموده و نتیجه این همکاری کتاب وی تحت عنوان ارزش پول در خدمات پزشکی (۱۹۷۶ میلادی) بود که شامل بررسی استراتژی‌های برای محدود سازی، موثریت و اثربخشی هزینه بود. با افزایش تجربه وی از طریق مشاوره‌دهی به کشورهای در حال توسعه، او نظریاتش را از تعهدات ایدئولوژیک خود به‌سوی خدمات کاملاً رایگان دولتی تغییر داده و مفهوم بیمه اجتماعی و در دهه ۱۹۹۰ میلادی، احتمال متحمل شدن هزینه از جانب استفاده‌کنندگان، را پذیرفت.

### مشاور سیاسی
زمانی که آبل-اسمیت در دانشگاه کمبریج بود، هاگ دالتون وی را به عنوان یک نماینده پارلمان بالقوه از حزب کارگر در آینده می‌پنداشت. او به مبارزات سیاسی آغاز کرد، اما زمانی که نامزد شدن برای کرسی محفوظ دالتون در ۱۹۵۷ میلادی به او پیشنهاد شد، او این پیشنهاد را رد کرد، چون نگران بود که اگر همجنس‌گرایی وی افشا شود، باعث شرم‌ساری خانواده‌اش می‌شود. در عوض، او در مدرنیته‌سازی انجمن فابیانیستی نقش کلیدی ایفا کرد و برای ۳۱ سال در این انجمن به عنوان عضو کمیته اجرایی، خزانه‌دار و معاون خدمت کرد. از اواسط دهه ۱۹۵۰ به بعد، او در کمیته‌ها و گروه‌های کاری مختلف حزب کارگر کار کرد و در مورد سیاست‌های حقوق بازنشستگی و امنیت اجتماعی نظریه داد. جزوه که او در همکاری با تونسیند تحت عنوان «حقوق بازنشستگی جدید برای کهن‌سال» نوشت، توسط ریچارد کراسمن به عنوان مبنای برای یک نسخه رادیکال سیستم رفاه اجتماعی کارگر مورد استفاده قرار گرفت. هنگامی که کارسمن در ۱۹۶۸ میلادی به عنوان وزیر دولت در امور خدمات اجتماعی گماشته شد، او از ایبل-اسمیت دعوت کرد تا به عنوان مشاور نیمه-وقت خود کار کند که این‌گونه یک سِمت در دولت بریتانیا بی‌سابقه بود.